# Darren Henrie
Darren Henrie, né en 1968, est un joueur américain de basket-ball qui évoluait au poste d'ailier. Il mesure 1,99 m.

## Carrière
- 1991-1991 :  Nashville Stars (WBL)

puis  Las Vegas Silver Streaks (WBL)
- 1993-1994 :  Hartford Hellcats (CBA)
- 1994-1995 :  Žalgiris Kaunas (1er division)
- 1995-1995 :  Bravos de Lara (1er division)
- 1995-1996 :  Okapi Aalstar (Division 1)
- 1996-1997 :  Olimpija Ljubljana (1er division)
- 1997-1998 :  KK Split (1er division)
- 1998-1999 :  ASVEL Villeurbanne (Pro A)
- 1999-1999 :  Marinos de Oriente (1er division)
- 1999-2000 :  Žalgiris Kaunas (1er division)
- 2000-2000 :  Cocodrilos de Caracas (1er division)
- 2000-2001 :  Marinos de Oriente (1er division)
- 2001-2001 :  San Lázaro (Ligue Dominicaine)
- 2001-2002 :  Gaiteros del Zulia (1er division)
- 2002-2002 :  Yung Lung

## Palmarès
- Finaliste Championnat de France en  1999 avec Villeurbanne